# Thomas Henderson (astronome)
Thomas Henderson (28 décembre 1798 - 23 novembre 1844) est un astronome et mathématicien écossais connu pour être la première personne à mesurer la distance à Alpha Centauri, le composant majeur du système stellaire le plus proche de la Terre, le premier à déterminer la parallaxe d'une étoile fixe, et par être le premier Astronome royal d'Écosse.

## Jeunesse
Né à Dundee, il fait ses études au lycée de Dundee, après quoi il suit une formation d'avocat, gravissant les échelons de la profession en tant qu'assistant de divers nobles. Cependant, ses principaux passe-temps sont l'astronomie et les mathématiques, et après avoir trouvé une nouvelle méthode pour utiliser l'occultation lunaire pour mesurer la longitude, il attire l'attention de Thomas Young, surintendant du « Nautical Almanac » de la Royal Navy. Young aide le jeune Henderson à entrer dans le monde plus vaste de la science astronomique et, à sa mort, une lettre posthume recommande à l'Amirauté que Henderson prenne sa place.

## Carrière

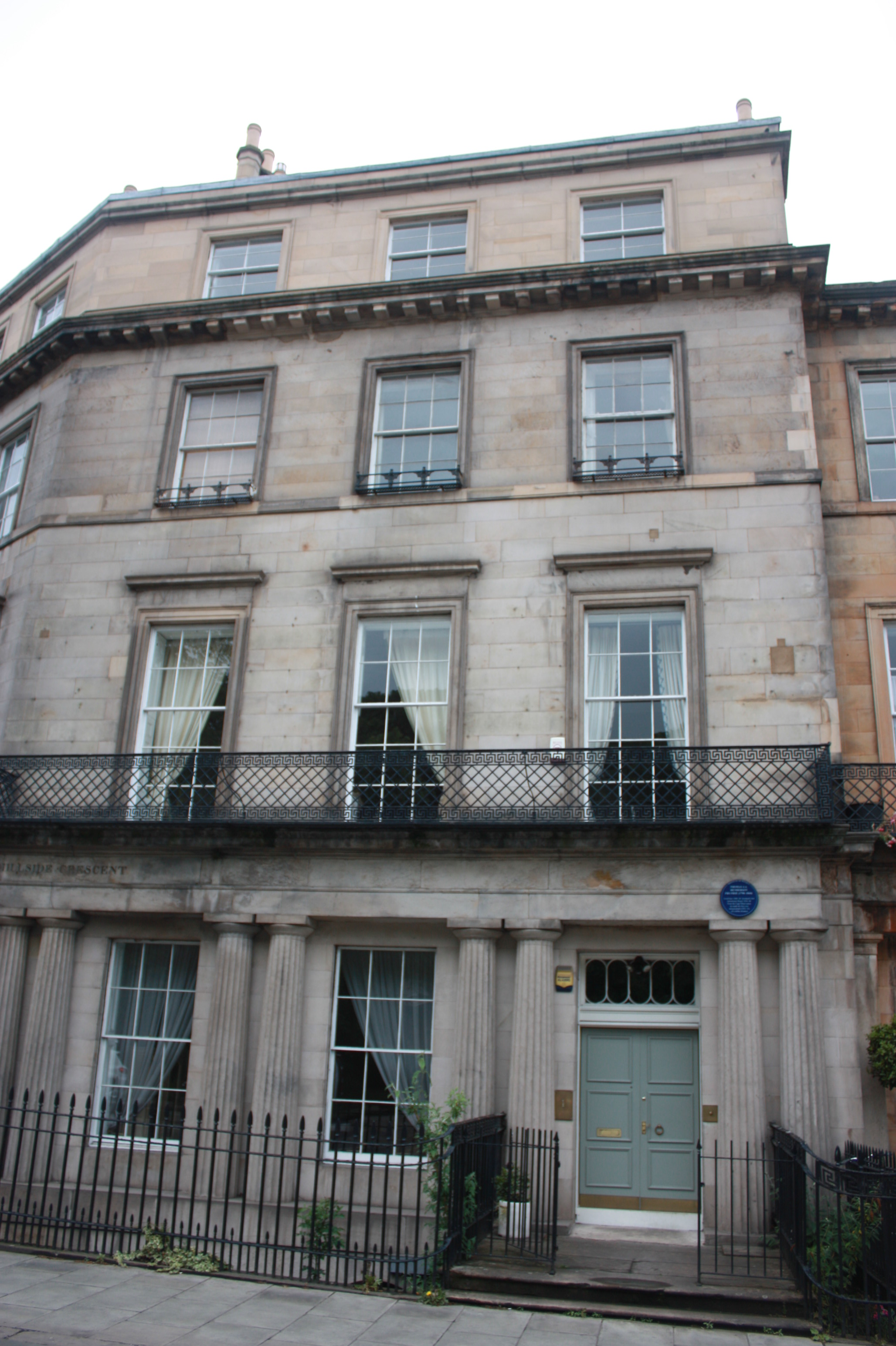
1 Hillside Crescent, Édimbourg

### Afrique
Henderson est ignoré pour ce poste, mais la recommandation est suffisante pour lui obtenir un poste à l'Observatoire royal du cap de Bonne-Espérance en Afrique du Sud. Il y fait un nombre considérable d'observations stellaires entre avril 1832 et mai 1833, notamment celles pour lesquelles on se souvient de lui aujourd'hui. Il lui est indiqué par Manuel John Johnson de l'observatoire de la Compagnie des Indes orientales à Sainte-Hélène que l'étoile brillante du sud Alpha Centauri a un grand mouvement propre, et Henderson conclut qu'elle pourrait être relativement proche .
La version des années 1830 de la « course à l'espace » devait être la première personne à mesurer la distance à une étoile en utilisant la parallaxe, une tâche qui est plus facile quand l'étoile est proche. Après s'être retiré au Royaume-Uni en raison d'une mauvaise santé, il commence à analyser ses mesures et arrive finalement à la conclusion qu'Alpha du Centaure est à un peu moins d'un parsec, à 3,25 années-lumière. Ce chiffre est raisonnablement exact, étant 25,6 % trop faible.
Cependant, Henderson ne publie pas immédiatement ses résultats (il y a eu des tentatives antérieures et discréditées pour revendiquer une mesure de la parallaxe stellaire), et finalement il est battu par Friedrich Wilhelm Bessel, qui publie une parallaxe de 10,3 années-lumière (9,6 % trop petit) pour 61 Cygni en 1838 . Henderson publie ses résultats en 1839  mais est relégué à la deuxième place à cause de son manque de confiance. Il publie ensuite des observations confirmant Thomas Maclear . Alpha Centauri reste l'étoile connue la plus proche jusqu'à la découverte de Proxima Centauri en 1915 par Robert Innes.

### Écosse

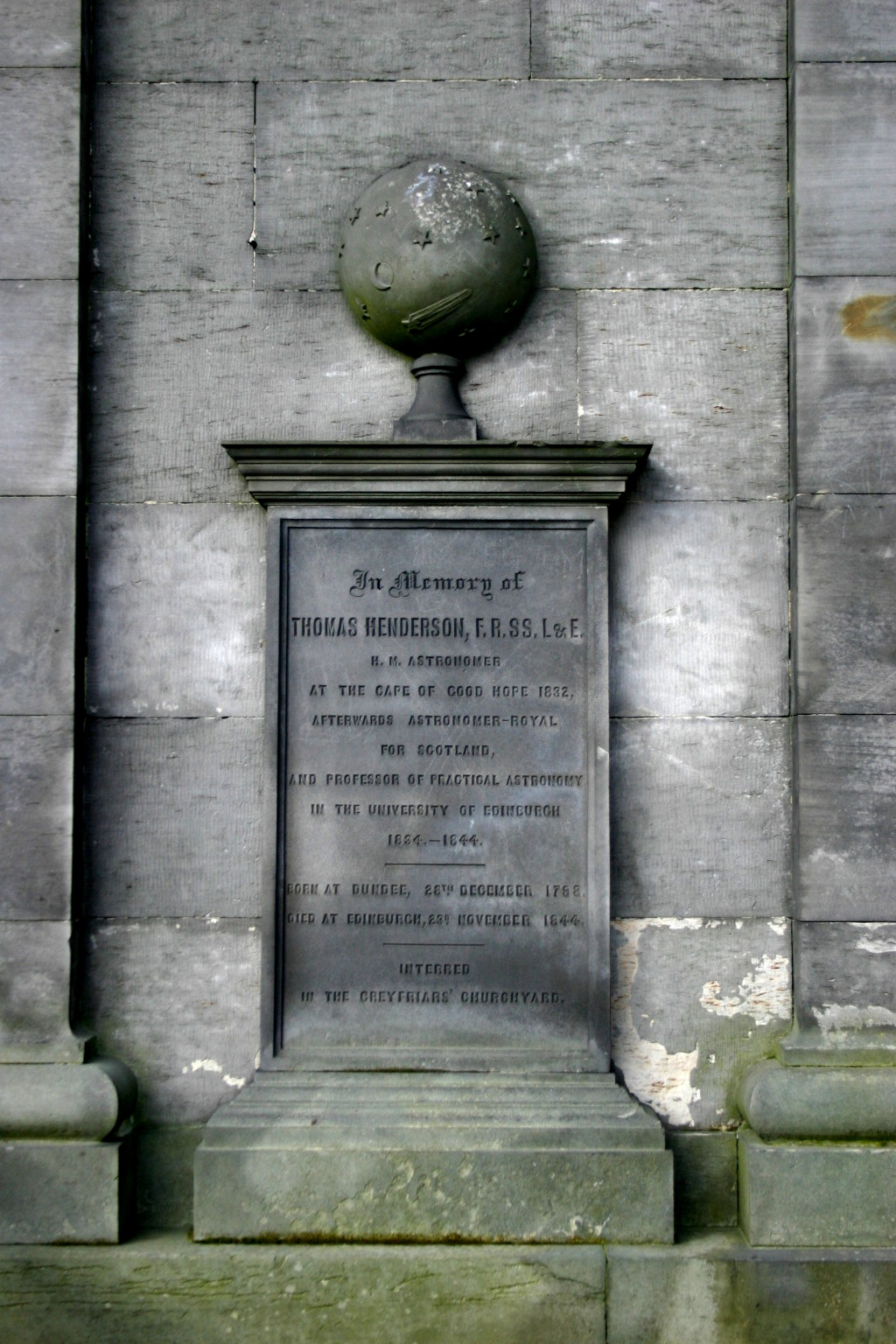
Mémorial à Thomas Henderson à l'observatoire de Calton Hill

Entre-temps, ses travaux de mesure au Cap l'ont amené à être nommé premier astronome royal d'Écosse en 1834. La chaire vacante d'astronomie à l'Université d'Édimbourg lui est confiée sur les conseils du Premier ministre Lord Melbourne. Il travaille au City Observatory (alors appelé Calton Hill Observatory) à Édimbourg de 1834 jusqu'à sa mort . En avril 1840, il est élu membre de la Royal Society .
Henderson devient membre de plusieurs sociétés savantes, dont la Royal Astronomical Society (1832) et la Royal Society of Edinburgh (1834) .

## Vie personnelle et mort

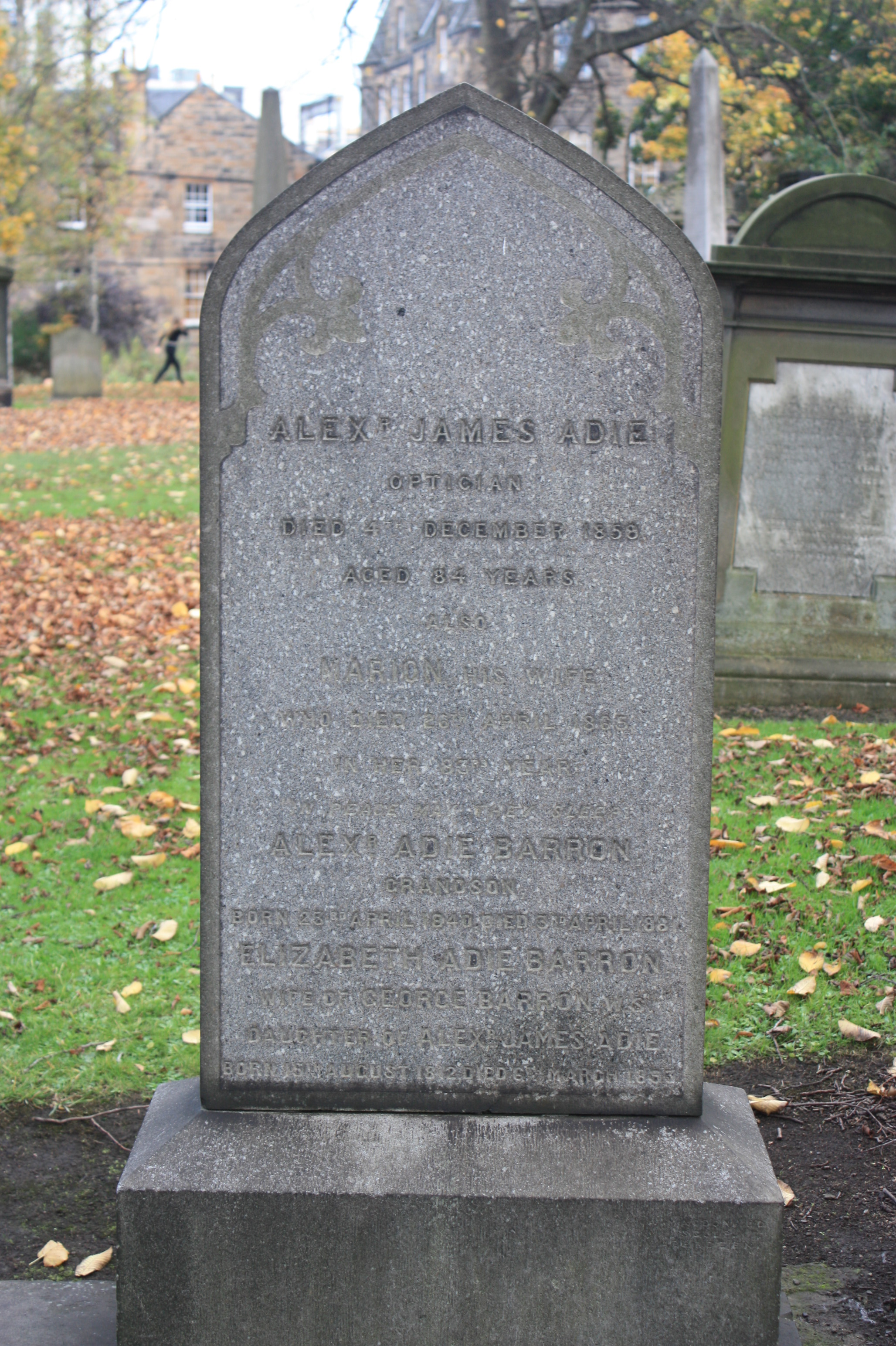
Tombe d'Alexander James Adie, Greyfriars Kirkyard.

Il épouse la fille d' Alexander Adie, Janet Mary Adie (1808–1842) en 1836 et a une fille, Janet Mary Jane Henderson (1842–1893) .
Il meurt chez lui au 1 Hillside Crescent  à Édimbourg le 23 novembre 1844 et est enterré à Greyfriars Kirkyard.

## Ouvrages
- Henderson, « The Parallax of Alpha Centauri, deduced from Mr Maclear's observations at the Cape of Good Hope, in the years 1839 and 1840 », Memoirs of the Royal Astronomical Society, vol. 12,‎ 1842, p. 329–372 (Bibcode 1842MmRAS..12..329H)
- Henderson, « On the Parallax of Alpha Centauri », Memoirs of the Royal Astronomical Society, vol. 11,‎ 1840, p. 61–68 (Bibcode 1840MmRAS..11...61H)